# Paul Whitehouse
Paul Julian Whitehouse, född 17 maj 1958 i Stanleytown i Glamorgan, är en brittisk skådespelare, författare, presentatör och komiker. Han har bland annat medverkat i BBC:s TV-serie Kort och kul, som på engelska går under titeln The Fast Show. Han har också medverkat i filmer som Corpse Bride, Alice i Underlandet och The Death of Stalin.
Whitehouse kommer under år 2027 att spela rollen som Hogwartsvaktmästaren Argus Filch, i HBO:s TV-serieanpassning av bok- och filmserien om Harry Potter. Han har tidigare spelat rollen som Sir Cadogan i filmatiseringen av den tredje boken Fången från Azkaban, en medverkan som dock aldrig kom med i filmen, då dessa scener klipptes bort lagom till dess biopremiär år 2004.
Whitehouse har fyra döttrar med tre olika kvinnor. Han är gift med den yngsta dotterns mor.

## Filmografi (i urval)

### Filmer
- 1999 – David Copperfield (TV-film)
- 2000 – Kevin och Perry
- 2004 – Harry Potter och fången från Azkaban (bortklippta/raderade scener)
- 2004 – Finding Neverland
- 2005 – Corpse Bride (röst)
- 2009 – Professor Layton and the Eternal Diva (röst, engelska versionen)
- 2010 – Alice i Underlandet
- 2010 – Burke & Hare
- 2015 – Mortdecai
- 2016 – Alice i Spegellandet
- 2017 – The Death of Stalin
- 2017 – Ghost Stories
- 2018 – King of Thieves
- 2019 – David Copperfields äventyr och iakttagelser

### TV-serier
- 1990 – A Bit of Fry and Laurie (TV-serie)
- 1994–2014 – Kort och kul (TV-serie)
- 2005 – The Catherine Tate Show (TV-serie)
- 2027 – Harry Potter (TV-serie)